# TRAPPC2
TRAPPC2 (англ. Trafficking protein particle complex 2) – білок, який кодується однойменним геном, розташованим у людей на короткому плечі X-хромосоми. Довжина поліпептидного ланцюга білка становить 140 амінокислот, а молекулярна маса — 16 445.
| 10         |  | 20         |  | 30         |  | 40         |  | 50         |
| ---------- |  | ---------- |  | ---------- |  | ---------- |  | ---------- |
| MSGSFYFVIV |  | GHHDNPVFEM |  | EFLPAGKAES |  | KDDHRHLNQF |  | IAHAALDLVD |
| ENMWLSNNMY |  | LKTVDKFNEW |  | FVSAFVTAGH |  | MRFIMLHDIR |  | QEDGIKNFFT |
| DVYDLYIKFS |  | MNPFYEPNSP |  | IRSSAFDRKV |  | QFLGKKHLLS |  |            |

A: Аланін

D: Аспарагінова кислота

E: Глутамінова кислота

F: Фенілаланін

G: Гліцин

H: Гістидин

I: Ізолейцин

K: Лізин

L: Лейцин

M: Метіонін

N: Аспарагін

P: Пролін

Q: Глутамін

R: Аргінін

S: Серин

T: Треонін

V: Валін

W: Триптофан

Кодований геном білок за функцією належить до фосфопротеїнів. 
Задіяний у таких біологічних процесах, як транскрипція, транспорт, транспорт між ендоплазматичним ретикулумом і апаратом Гольджі, альтернативний сплайсинг. 
Локалізований у цитоплазмі, ядрі.